# العلاقات الإيطالية الكمبودية
العلاقات الإيطالية الكمبودية هي العلاقات الثنائية التي تجمع بين إيطاليا وكمبوديا.

## مقارنة بين البلدين
هذه مقارنة عامة ومرجعية للدولتين:
| وجه المقارنة                                              | إيطاليا                                                  | كمبوديا                   |
| --------------------------------------------------------- | -------------------------------------------------------- | ------------------------- |
| المساحة (كم2)                                             | 301.34 ألف                                               | 181.03 ألف                |
| عدد السكان (نسمة)                                         | 60.60 مليون                                              | 16.01 مليون               |
| الكثافة السكانية (ن./كم²)                                 | 201.1                                                    | 88.44                     |
| العاصمة                                                   | روما، فلورنسا، تورينو                                    | بنوم بنه                  |
| اللغة الرسمية                                             | اللغة الإيطالية                                          | اللغة الخميرية            |
| العملة                                                    | يورو، ليرة إيطالية                                       | ريال كمبودي، دولار أمريكي |
| الناتج المحلي الإجمالي (بليون دولار)                      | 1.93 تريليون                                             | 22.16 مليار               |
| الناتج المحلي الإجمالي (تعادل القوة الشرائية) بليون دولار | 2.26 تريليون                                             | 54.37 مليار               |
| الناتج المحلي الإجمالي الاسمي للفرد دولار أمريكي          | 29.96 ألف                                                | 1.16 ألف                  |
| الناتج المحلي الإجمالي للفرد دولار أمريكي                 | 35.46 ألف                                                | 3.26 ألف                  |
| مؤشر التنمية البشرية                                      | 0.873                                                    | 0.555                     |
| رمز المكالمات الدولي                                      | +39                                                      | +855                      |
| رمز الإنترنت                                              | .it                                                      | .kh                       |
| المنطقة الزمنية                                           | توقيت وسط أوروبا، ت ع م+01:00، ت ع م+02:00، أوروبا/روما ‏ | ت ع م+07:00               |

## منظمات دولية مشتركة
يشترك البلدان في عضوية مجموعة من المنظمات الدولية، منها:
| علم المنظمة | اسم المنظمة                               | تاريخ انضمام إيطاليا | تاريخ انضمام كمبوديا |
| ----------- | ----------------------------------------- | -------------------- | -------------------- |
|             | يونسكو                                    | ?                    | 3 يوليو 1951         |
|             | الفريق المعني برصد الأرض                  | ?                    | ?                    |
|             | مؤسسة التمويل الدولية                     | 27 ديسمبر 1956       | 26 مارس 1997         |
|             | المركز الدولي لتسوية المنازعات الاستشارية | 28 أبريل 1971        | 19 يناير 2005        |
|             | بنك التنمية الآسيوي                       | 1966                 | 1966                 |
|             | منظمة حظر الأسلحة الكيميائية              | ?                    | ?                    |
|             | مؤسسة التنمية الدولية                     | 24 سبتمبر 1960       | 22 يوليو 1970        |
|             | منظمة التجارة العالمية                    | 1995                 | ?                    |
|             | وكالة ضمان الاستثمار متعدد الأطراف        | 29 أبريل 1988        | 1 ديسمبر 1999        |
|             | الاتحاد البريدي العالمي                   | ?                    | ?                    |
|             | الاتحاد الدولي للاتصالات                  | 1866                 | 10 أبريل 1952        |
|             | منظمة الشرطة الجنائية الدولية             | ?                    | ?                    |
|             | الأمم المتحدة                             | 14 ديسمبر 1955       | 14 ديسمبر 1955       |
|             | البنك الدولي للإنشاء والتعمير             | 27 مارس 1947         | 22 يوليو 1970        |

## وصلات خارجية
- موقع وزارة الخارجية الإيطالية
- موقع وزارة الخارجية الكمبودية